# Głownia owsa
Głownia owsa (Ustilago avenae (Pers.) Rostr.) – gatunek grzybów z rodziny głowniowatych (Ustilaginaceae). Wywołuje u owsa chorobę o nazwie głownia pyląca owsa (głownia pyłkowa owsa).

## Systematyka i nazewnictwo
Pozycja w klasyfikacji według Index Fungorum: Ustilago, Ustilaginaceae, Ustilaginales, Ustilaginomycetidae, Ustilaginomycetes, Ustilaginomycotina, Basidiomycota, Fungi.
Po raz pierwszy takson ten zdiagnozował w 1801 r. Persoon nadając mu nazwę Uredo segetum ? avenae. Obecną, uznaną przez Index Fungorum nazwę nadał mu w 1890 r. Emil Rostrup, przenosząc go do rodzaju Ustilago.
Niektóre synonimy:

- Uredo avenae Castagne 1842
- Uredo segetum ? avenae Pers. 1801
- Ustilago avenae var. levis Kellerm. & Swingle 1890
- Ustilago holci-avenacei (Wallr.) Cif. 1938
- Ustilago jensenii Rostr. 1890
- Ustilago levis (Kellerm. & Swingle) Magnus 1896
- Ustilago nigra Tapke 1932
- Ustilago perennans Rostr. 1890
- Ustilago rostrupii Kitunen 1922
- Ustilago segetum var. avenae (Pers.) Brunaud 1878

## Morfologia
Masa zarodników puszysta, ciemno-zielonobrązowa. Konidia kuliste lub niemal kuliste, blado zielonkawobrązowe, o powierzchni pokrytej drobniutkimi kolcami.  Mają rozmiar 5–8 μm.
Gładkie zarodniki odróżniają Ustilago avenae od pokrytych drobniutkimi kolcami zarodników głowni jęczmienia Ustilago nuda.

## Występowanie i znaczenie
Ustilago avenae wywołuje u owsa chorobę o nazwie głownia pyląca owsa. Atakuje także inne rajgras (Arrhenatherum).